# Anuradhapura Maha Viharaya
Anuradhapura Maha Viharaya je bil pomembna mahavihara ali velik budistični samostan za teravadski budizem na Šrilanki. Ustanovil ga je kralj Devanampiya Tissa iz Anuradhapure (247-207 pr. n. št.) v glavnem mestu Anuradhapura.  Mahavihara je bil kraj, kjer so ortodoksni teravada menihi ustanovili samostan, kot je bil Budaghoša (4. do 5. stoletje) in Dhammapala, ki so napisali komentarje o Tipitaki in besedilih, kot je Visuddhimagga, ki so osrednjega pomena za teravadsko budistično doktrino. Menihi, ki so živeli pri Mahavihari, so imenovali Mahaviharavasini.
V 5. stoletju je bila "Mahavihara" najbrž najbolj sofisticirana univerza v južni ali vzhodni Aziji. Številni mednarodni učitelji so jo obiskali in se naučili številnih disciplin z zelo strukturiranimi navodili.

## Teravadske samostanske skupine

### Zgodnja zgodovina
V večini zgodnje zgodovine budizma na Šrilanki so tu obstajale tri podružnice teravade, ki so jih sestavljali menihi Mahāvihāra Abhayagiri vihara in Jetavanaramaya.  Mahavihara je bila prva tradicija, ki so jo vzpostavili, medtem ko so Abhayagiri vihara in Jetavana vihara ustanovili menihi, ki so se ločili od tradicije Mahavihihara. Po A. K. Warderju, se je indijska Mahīśāsaka sekta tudi uveljavila na Šri Lanki poleg teravāda, v katero so bili kasneje absorbirani. Zdi se, da so tudi v severne regije Šrilanke v določenih obdobjih prišle sekte iz Indije. 
V skladu z Mahavamso je bila Anuradhapura mahavihara porušena v času v 4. stoletju, v času konfliktov z menihi Abhayagiri vihāra . Ti mahajanski menihi so spodbudili kralja Mahaseno iz Anuradhapure, da uniči samostan. Posledično je poznejši kralj izgnal mahajanske menihe iz Šrilanke.
Tradicionalni opis theravadistov, ki ga ponuja Mahavamsa, je v nasprotju s pisanjem kitajskega budističnega meniha Faxiana, ki je v začetku 5. stoletja (med letoma 399 in 414) potoval v Indijo in Šrilanko. Najprej je vstopil v Šrilanko okoli leta 406 in začel podrobno pisati o svojih izkušnjah. Zapisal je, da Mahavihara ni bil samo neokrnjen, temveč je imela 3000 menihov. Poroča tudi o kremaciji, da je osebno obiskoval zelo cenjeno šramana (asketa), ki je dosegel položaj arhanta (čislan, spoštovan).  Faxian je zabeležil tudi sočasni obstoj Abhayagiri Vihare in da je ta samostan imel 5000 menihov.  V 7. stoletju je Xuanzang opisal tudi sočasno obstoj obeh samostanov na Šrilanki. Xuanzang je pisal o dveh glavnih delih teravāda, ki se nanašajo na tradicijo Abhayagiri kot "Mahāyāna Sthaviras" in na Mahaviharsko tradicijo kot "Hīnayāna Sthaviras."  Xuanzang piše tudi: »Mahāvihāravāsinci zavračajo mahajano in prakso hinajano, medtem ko Abhayagirivihāravāsinci preučujejo tako hinuajano kot mahajano učenje in propagirajo Tipiṭako«

### Pozna zgodovina
Nekateri učenjaki so ugotovili, da so vladarji Šrilanke zagotovili, da je teravada ostal tradicionalen in da je ta značilnost v nasprotju z indijskim budizmom.  Vendar pa je pred 12. stoletjem več vladarjev Šrilanke dajalo podporo in pokroviteljstvo Abhayagiri teravadincem in popotniki, kot je Faxian, so videli Abhayagiri teravadince kot glavno budistično tradicijo na Šrilanki. 
Trend Abhayagiri Vihara kot prevladujoče teravada sekte se je spremenil v 12. stoletju, ko je Mahavihara pridobil politično podporo kralja Parakkamabahuja I. (1153-1186) in popolnoma ukinil tradicijo Abhayagiri in Jetavana teravada.  Teravadski menihi iz teh dveh tradicij so bili nato odpuščeni in so se odločili bodisi, da se vrnejo v laikat, bodisi se poskušajo reorganizirati v skladu s tradicijo Mahāvihāra kot »novici« (sāmanare). Richard Gombrich piše, da so bili tudi mnogi menihi iz Mahavihihre odpuščeni.  Parakkamabahu je tudi imenoval Sangharajo ali "kralja Sanghe", meniha, ki bi predsedoval Sanghi in njegovim izpostavam na Šrilanki, ob pomoči dveh pomočnikov.